# Kaper (bier)
Kaper is een Pools biermerk van lage gisting. Het bier wordt gebrouwen in Browar Elbląg te Elbląg. De brouwerij maakt onderdeel uit van de Grupa Żywiec (61% eigendom van Heineken) en mogelijk wordt het bier ook gebrouwen in een van de andere vier brouwerijen van de groep.
Het is een blond bokbier (Koźlak) met een alcoholpercentage van 8,7%. Het bier werd oorspronkelijk uitgebracht onder de naam Hevelius Kaper en gebrouwen in Browar Hevelius te Gdańsk. Deze brouwerij werd in 1997 overgenomen en in 2001 gesloten.